# Уряд Куби
Уряд Куби — вищий орган виконавчої влади Куби.

## Голова уряду
- Президент Ради міністрів — генерал Рауль Кастро Рус (англ. Raul Castro Ruz).
- Віце-президент Ради міністрів — Мігель Діас-Канель Бермудес (англ. Miguel Diaz-Canel Bermudez).
- Віце-президент Ради міністрів — Рікардо Кабрісас Руїс (англ. Ricardo Cabrisas Ruiz).
- Віце-президент Ради міністрів — Адель Ізкуїердо Родрігес (англ. Adel Izquierdo Rodriguez).
- Віце-президент Ради міністрів — генерал Антоніо Енріке Луссон Баттле (англ. Antonio Enrique Lusson Batlle).
- Віце-президент Ради міністрів — Маріно Мурілло Хорхе (англ. Marino Murillo Jorge).
- Віце-президент Ради міністрів — Улісес Росалес дель Торо (англ. Ulises Rosales del Toro).
- Віце-президент Ради міністрів — Раміро Вальдес Менендес (англ. Ramiro Valdes Menendez).
- Державний секретар Ради міністрів — генерал Хосе Амадо Рікардо Гуерра (англ. Jose Amado Ricardo Guerra).

## Кабінет міністрів
Склад чинного уряду подано станом на 24 січня 2017 року.
| Логотип | Міністерство                                     | Міністр                                                                       | Фото | Час на посаді | Час на посаді | Партія | Партія | Вебсайт |
| ------- | ------------------------------------------------ | ----------------------------------------------------------------------------- | ---- | ------------- | ------------- | ------ | ------ | ------- |
|         | Міністерство будівництва                         | Рене Меса Віллафана (Rene Mesa Villafana)                                     |      |               |               |        |        |         |
|         | Міністерство вищої освіти                        | Хосе Рамон Саборідо Лоїді (Jose Ramon Saborido Loidi)                         |      |               |               |        |        |         |
|         | Міністерство внутрішньої торгівлі                | Мері Бланка Ортега Барредо (Mary Blanca Ortega Barredo)                       |      |               |               |        |        |         |
|         | Міністерство внутрішніх справ                    | віце-адмірал Хуліо Сезар Гандарілла Бремехо (Julio Cesar Gandarilla Bermejo)  |      |               |               |        |        |         |
|         | Міністерство економіки і планування              | Рікардо Кабрісас Руїс (Ricardo Cabrisas Ruiz)                                 |      |               |               |        |        |         |
|         | Міністерство енергетики і гірничої промисловості | Альфредо Лопес Вальдес (Alfredo Lopez Valdes)                                 |      |               |               |        |        |         |
|         | Міністерство зв'язку                             | Маймір Меса Рамос (Maimir Mesa Ramos)                                         |      |               |               |        |        |         |
|         | Міністерство зовнішньої торгівлі та інвестицій   | Родріго Мальміерка Діас (Rodrigo Malmierca Diaz)                              |      |               |               |        |        |         |
|         | Міністерство закордонних справ                   | Бруно Родрігес Паррілья (Bruno Rodriguez Parrilla)                            |      |               |               |        |        |         |
|         | Міністерство культури                            | Абель Пріето Хіменес (Abel Prieto Jimenez)                                    |      |               |               |        |        |         |
|         | Міністерство науки, технологій та екології       | Ельба Розе Перес Монтоя (Elba Rose Perez Montoya)                             |      |               |               |        |        |         |
|         | Міністерство освіти                              | Іна Ельза Веласкес Кобіелла (Ena Elsa Velazquez Cobiella)                     |      |               |               |        |        |         |
|         | Міністерство охорони здоров'я                    | Роберто Моралес Охеда (Roberto Morales Ojeda)                                 |      |               |               |        |        |         |
|         | Міністерство праці та соціального забезпечення   | Маргаріта Марлен Гонсалес Фернандес (Margarita Marlene Gonzalez Fernandez)    |      |               |               |        |        |         |
|         | Міністерство промисловості                       | Сальвадор Пардо Круз (Salvador Pardo Cruz)                                    |      |               |               |        |        |         |
|         | Міністерство сил революційної армії              | генерал Леопольдо Сінтра Фріас (Leopoldo Cintra Frias)                        |      |               |               |        |        |         |
|         | Міністерство сільського господарства             | Густаво Луїс Родрігес Роллеро (Gustavo Luis Rodriguez Rollero)                |      |               |               |        |        |         |
|         | Міністерство транспорту                          | Адель Ізквіердо Родрігес (Adel Yzquierdo Rodriguez)                           |      |               |               |        |        |         |
|         | Міністерство туризму                             | Мануель Марреро Крус (Manuel Marrero Cruz)                                    |      |               |               |        |        |         |
|         | Міністерство фінансів і ціноутворення            | Ліна Педраса Родрігес (Lina Pedraza Rodriguez)                                |      |               |               |        |        |         |
|         | Міністерство харчової промисловості              | Марія дель Кармен Консепсьйон Гонсалес (Maria del Carmen Concepcion Gonzalez) |      |               |               |        |        |         |
|         | Міністерство юстиції                             | Марія Естер Реус Гонсалес (Maria Esther Reus Gonzalez)                        |      |               |               |        |        |         |